# Little Shuswap Lake
Der Little Shuswap Lake ist ein kleiner See im Thompson-Nicola Regional District im zentralen Süden der kanadischen Provinz British Columbia. Er liegt im Einzugsgebiet des Thompson River im südlichen British Columbia Interior am Übergang vom Thompson Country im Westen zum Shuswap Country im Osten. Gespeist wird er vom Little River, welcher den Abfluss des Shuswap Lake bildet. Er ist die Hauptquelle des South Thompson River, welcher am Südwestende des Sees beginnt. Der See ist bis zu etwa 7,8 km lang und erstreckt sich von Nordosten nach Südwesten. Er ist durchschnittlich 2,4 km breit und etwa 18 km² groß. Die durchschnittliche Tiefe beträgt 14,3 m, die maximale Tiefe 59,4 m.
Der Erholungsort und die Gemeinde der Secwepemc First Nation Chase (Quaaout in der Sprache der Secwepemc) befindet sich am Südende des Sees. Die kleinere Gemeinde Squilax liegt an seinem Nordende an der Nordseite der Mündung des Little River. Der British Columbia Highway 1, der hier Teil der südlichen Route des Trans-Canada Highway ist und die Gleise der Canadian Pacific Railway führen am Südostufer des Sees entlang.